# Altas mesetas de Argelia

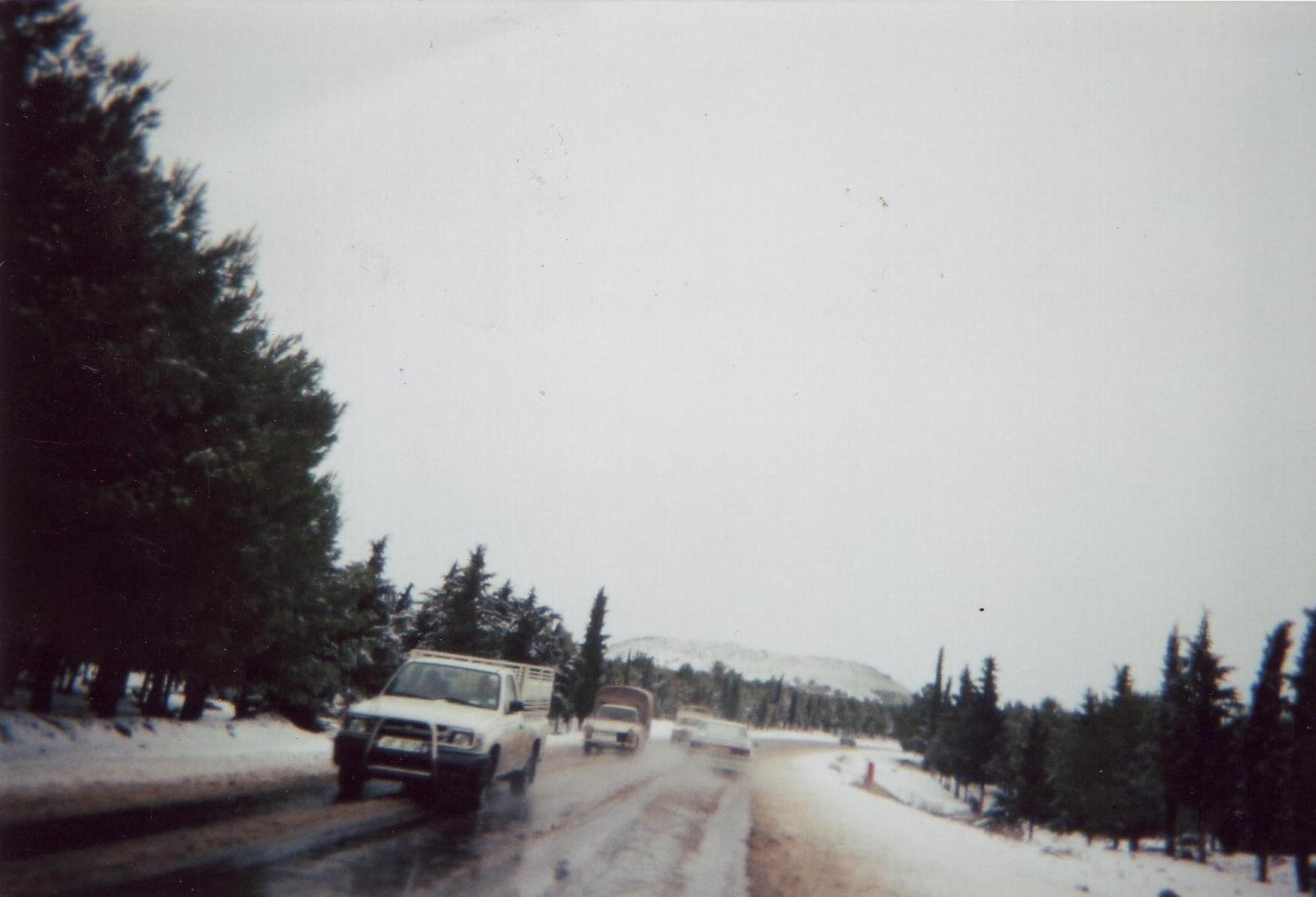
Invierno en el Hautes Plaines cercano Aïn Babouche.

Las Altas Mesetas (en árabe: الهضاب العليا al-hidab al-ʕalīah; en francés: Hautes Plaines o Hauts Plateaux) es un área esteparia localizada en la cordillera del Atlas en Argelia, en el área intermedia que provocan los Atlas telianos al norte y los Atlas saharianos al sur, separándola de la costa mediterránea y el desierto sahariano respectivamente. Se extiende más de 600 km y cruza el país de este, acabando en el Aurés, hasta oeste, albergando partes de La Oriental marroquí. Se trata de un altiplano conformado por llanuras aluviales ondulantes, de clima semiárido.

## Geografía
La región de las altas mesetas tiene una elevación promedia de 1.100 - 1.300 m s. n. m. en el oeste, y se reduce a 400 m en el este. El clima se caracteriza por veranos muy secos e inviernos fríos. Generalmente, el clima es tan seco que a veces se piensa que estas llanuras forman parte del Sahara.
El área de la meseta está cubierta por detritos aluviales formados cuando las montañas se erosionaron. Alguna cresta esporádica se proyecta a través de la llanura aluvial interrumpiendo la monotonía del paisaje.
El agua se acumula durante la temporada de lluvias en su terreno llano, formando grandes lagos salados poco profundos que se convierten en salares a medida que se secan. El más grande de estos lagos es el Chott Ech Chergui con una longitud de aproximadamente 160 km ubicado en la sección central de las llanuras. La región de Hodna, con el Chott el Hodna, se encuentra en el extremo oriental de las Altas mesetas.
Las principales ciudades de la meseta son Bordj Bou Arreridj, Sétif, Tiaret, Djelfa y M'sila. Los límites de las llanuras no están claramente definidos, pero administrativamente el territorio se encuentra en las siguientes provincias argelinas:
- Parte oriental: la meseta de este lado se encuentra dentro de las provincias de Sétif, Bordj Bou Arreridj, Batna, Jenchela, Tébessa y Um El Buagui.
- Parte central: provincias de Djelfa, Laguat, M’Sila y Tissemsilt.
- Parte occidental: provincias de Tiaret, Saida, Naama y El Bayadh.

Se da el pastoreo de ovejas y cabras en áreas del altiplano con suficiente precipitación para permitirlo, así como algunos cultivos de secano como la cebada.